# Joanna Shimkus
Joanna Shimkus (Halifax, 30 ottobre 1943) è un'attrice canadese, vedova di Sidney Poitier.

## Biografia
Nata in Nuova Scozia, crebbe a Montréal e, diciannovenne, si trasferì a Parigi, dove rimase cinque anni a lavorare come modella. Presto notata, iniziò la sua carriera nel cinema nel 1964, interpretando il film La calda pelle (1964) di Jean Aurel, nel ruolo di una ragazza che crede di aver scambiato le lettere indirizzate ai suoi due amanti, col risultato di perderli entrambi. 
Fra il 1967 e il 1968 raggiunse la fama internazionale con la parte di protagonista nel film I tre avventurieri (1967), diretto dal regista italo-francese Robert Enrico, che la scelse per altri due suoi film, Tante Zita (1968) e Criminal Face - Storia di un criminale (1968). Sempre nel 1968 girò La scogliera dei desideri di Joseph Losey, con Elizabeth Taylor e Richard Burton, interpretando il ruolo della segretaria della Taylor e dando prova di una recitazione controllata a fronte dei toni istrionici caratterizzanti la pellicola.
L'anno seguente apparve in L'uomo perduto (1969), suo primo film americano, sul set del quale incontrò Sidney Poitier, che sposerà nel 1976. In questo film interpretò il ruolo di un'assistente sociale che aiuta un militante di colore. Rispettivamente nel 1970 e 1972, recitò nei film di Christopher Miles La vergine e lo zingaro, tratto dall'omonimo racconto di David Herbert Lawrence e A Time for Loving, dopodiché abbandonò la carriera di attrice .

## Filmografia
- La calda pelle (De l'amour), regia di Jean Aurel (1964)
- Parigi di notte (Paris vue par...), regia di Claude Chabrol e Jean Douchet (1965)
- Idoli controluce, regia di Enzo Battaglia (1965)
- Qui êtes-vous, Polly Maggoo?, regia di William Klein (1966)
- I tre avventurieri (Les Aventuriers), regia di Robert Enrico (1967)
- Tante Zita, regia di Robert Enrico (1968)
- La scogliera dei desideri (Boom), regia di Joseph Losey (1968)
- Criminal Face - Storia di un criminale (Ho!), regia di Robert Enrico (1968)
- La prigioniera (La Prisonnière), regia di Henri-Georges Clouzot (1968)
- L'uomo perduto (The Lost Man), regia di Robert Alan Aurthur (1969)
- L'invitata, regia di Vittorio De Seta (1969)
- La vergine e lo zingaro (The Virgin and the Gypsy), regia di Christopher Miles (1970)
- Il divorzio è fatto per amare (The Marriage of a Young Stockbroker), regia di Lawrence Turman (1971)
- Tempo d'amare (A Time for Loving), regia di Christopher Miles (1972)